# Ankhagram
Ankhagram ist ein 2005 gegründete Funeral-Doom-Projekt.

## Geschichte
Ilya „Dead“ Ogurtsov gründete Ankhagram 2005 als Soloprojekt in Jekaterinburg. Bis zum Jahr 2014 blieb Ogurtsov das alleinige Mitglied von Ankhagram. Erst zu einem Auftritt im Jahr 2014 formierte er eine Band, die er alsdann als dauerhafte Besetzung der Gruppe präsentierte. Veröffentlichungen, jenseits eines Mitschnitts des Auftritts blieben folgend aus.
Im Verlauf der aktiven Karriere veröffentlichte Ankhagram eine Vielzahl an Alben und Singles, zum Teil mehrere innerhalb eines Jahres. Hierbei kooperierte Ogurtsov mit Firmen wie Silent Time Noise, Satanarsa Records, Endless Winter, Maltkross Productions und Stygian Crypt Productions. Hinzukommend beteiligte sich das Projekt an Split-Veröffentlichung mit Satan Crux und Renascentia.

## Rezeption
Ankhagram erfuhr im Verlauf der Aktivität unterschiedlich ausgeprägte Beachtung. Insbesondere das in Kooperation mit Silent Time Noise veröffentlichten Album Where Are You Now wurden international rezensiert und vornehmlich positiv beurteilt. Beachtung erfuhren hinzukommend weitere Veröffentlichungen wie Under Ruins (Satanarsa Records) und Thoughts (Endless Winter), sowie Neverending Sorrow, das über Stygian Crypt Productions herausgegeben wurde, auch diese Alben wurden meist gelobt.
Als Satanarsa Records Under Ruins 2008 wurde das Album als eine gute Veröffentlichung im Genre ohne besondere Kreativität und Eigenständigkeit beurteilt. Das 2007 erstveröffentlichte und 2010 als Re-Release erschienene Neverending Sorrow wurde hingegen von Fédéric Cerfvol in seiner für das Webzine Doom-Metal.com verfassten Rezension als „eine der, wenn nicht die beste Veröffentlichung im Funeral Doom“ des Jahres 2010 bezeichnet. In Besprechungen weiterer Webzines wurde das Album ebenso gelobt, und unter anderem als „ein wirklich starkes Melodic-Doom-Metal-Werk, das vor allen Dingen auf vielschichtige Atmosphäre setzt“ beschrieben. Das im gleichen Jahr über Silent Time Noise erstveröffentlichte Where Are You Now wurde von Rezensenten unterschiedlicher Webzines als ein sehr gutes Album im Genre beschrieben. Derweil wurde die Musik als „talentierte slawische Versionen von Shape of Despair oder Colosseum“ bezeichnet. Auch weitere Rezensionen lobten das Album und verwiesen auf die Paarung der russischen Funeral-Doom-Stereotype mit den melodischen Ansätzen von Shape of Despair. Thoughts aus dem Jahr 2012 wurde erneut international anerkennend Besprochen. Lediglich in einer für das Webzine Metal-Temple verfassten Rezension schrieb Jorge Zamudio, in Einschränkung seiner sonst guten Beurteilung, dass auf Thoughts zu viele Doom-Metal-Klischees bemüht würden und Ogurtsov sein Talent in repetitiven Atmosphäre vergeude.

## Stil
Das Webzine Doom-Metal.com beschreibt die von Ankhagram gespielte Musik als „originelle Mischung aus Funeral Doom und Post-Rock.“ Die Musik sei „Synth-lastig und voll von Einflüsse der Weltmusik.“ Frühe Veröffentlichungen seien derweil noch am Death Doom und Gothic Metal orientiert gewesen. Als Vergleich werden für die frühen Alben Anathema benannt. Für spätere Alben wird Shape of Despair angeführt. Eigenen Angaben zufolge orientierte sich Ankhagram seit der Umgestaltung der Besetzung hin zu einer Bandkonstellation am Post-Rock. Unter dem wiederkehrenden Verweis auf Shape of Despair führen Rezensenten als weitere Vergleichsgrößen Colosseum und Comatose Vigil an.
In einer Besprechung des Albums Where Are You Now beschreibt der Rezensent „KwonVerge“ die Musik als „Funeral Doom mit einem Death-Doom-Metal-Ansatz und orchestralen Touch.“ Die Gitarren werden tief verzerrt jedoch melodiös gespielt. Das Bassspiel ist kaum präsent, derweil der Rhythmus als „punktgenau“ betitelt wird. Als Gesang wird ein gutturales Growling eingebracht. Ambientlastige Keyboard-Passagen ergänzen das Klangbild. Späteren Veröffentlichungen wird die Vertiefung der sphärischen und atmosphärischen Melancholie attestiert. Hinzu kamen als „atmosphärisch bodenständig“ benannte Samples, die laut Bertrand Marchal von Doom-Metal.com mit der Reduzierung der Instrumentierung eine ungebrochene Harmonie erzeugen.

## Diskografie
- 2005: Doom, Death and Darkness (Demo, Selbstverlag)
- 2006: Suicidal Chaos (Split-Album mit Satan Crux, Selbstverlag)
- 2006: When the Shadows Die (Single, Selbstverlag)
- 2006: ReANKHarnation (Album, Maltkross Productions, Selbstverlag, Re-Release 2014 über Satanarsa Records)
- 2007: Neverending Sorrow (Album, Selbstverlag Re-Release 2010 über Stygian Crypt Productions)
- 2008: Letters from the Past (Kompilation, Selbstverlag)
- 2008: Under Ruins (Album, Satanarsa Records, Re-Release 2010 über Endless Winter)
- 2010: The Gardens of Soulless (Split-Album mit Renascentia, Selbstverlag)
- 2010: Where Are You Now (Album, Silent-Time-Noise)
- 2012: Letters from the Past Vol. 2 (Download-Kompilation, Selbstverlag)
- 2012: Thoughts (Album, Endless Winter)
- 2013: The Future (EP, Selbstverlag)
- 2016: Пошумим (Live-Videomitschnitt, Selbstverlag)